# Windi Graterol
Windi Manuel Graterol Clemente (Caracas, 10 settembre 1986) è un cestista venezuelano.

## Carriera
Con il Venezuela ha disputato i Giochi olimpici di Rio de Janeiro 2016, i Campionati mondiali del 2019 e quattro edizioni dei Campionati americani (2011, 2013, 2015, 2017).

## Palmarès
- Coppa Intercontinentale: 1

Guaros de Lara: 2016